# Фотоэлектронная спектроскопия

Общий принцип фотоэлектронной спектроскопии

Фотоэлектронная спектроскопия — метод изучения строения вещества, основанный на измерении энергетических спектров электронов, вылетающих при фотоэлектронной эмиссии. Метод фотоэлектронной спектроскопии применим к веществу в газообразном, жидком и твёрдом состояниях, и позволяет исследовать как внешние, так и внутренние электронные оболочки атомов и молекул, уровни энергии электронов в твёрдом теле (в частности, распределение электронов в зоне проводимости).
В фотоэлектронной спектроскопии применяются монохроматическое рентгеновское или ультрафиолетовое излучения с энергией фотонов от десятков тысяч до десятков эВ. Источниками излучения в фотоэлектронных спектрометрах служит излучение рентгеновской трубки, разряда в гелии и синхротронное излучение. Регистрируется распределение электронов по кинетическим энергиям. Из закона сохранения энергии можно найти кинетическую энергию электрона
{\displaystyle E_{kin}=h\nu -E_{b}-E_{l}-\phi }
где {\displaystyle h\nu }  - энергия кванта света, {\displaystyle E_{b}} - энергия связи электрона относительно уровня Ферми, {\displaystyle E_{l}} - потери энергии электрона по пути к поверхности, в основном за счет рассеяния на кристаллической решетке, {\displaystyle E_{kin}} - кинетическая энергия вылетевшего в вакуум электрона. В фотоэлектронном спектр состоит из спектра электронов из внутренних электронных уровней атомов, электронов из валентной зоны и поверхностных состояний наложенных на спектр вторичных электронов. Процесс фотоэмиссии можно разбить на 3 стадии:
1. Поглощение фотона электроном в твердом теле, процесс описывается матричным элементом перехода из нормального состояния в возбужденное
2. Движение электрона к поверхности, при котором электрон может претерпевать рассеяние на кристаллической решетке и создавать вторичные электроны. В зависимости от кинетической энергии электрона в твердом теле наблюдается выход фотоэлектронов с разной глубины от поверхности. Так при {\displaystyle E_{kin}\sim } 50 эВ фотоэлектрон достигается минимальная глубина выхода фотоэлектрона 0.5—1.0 нм. При увеличении кинетической энергии электрона возрастает глубина выхода фотоэлектрона,  что позволяет при  {\displaystyle E_{kin}>} 1000 эВ  исследовать электронную структуру твердого тела пренебрегая поверхностной электронной структурой.
3. Преодоление поверхностного потенциального барьера, в том случае, когда кинетическая энергия электрона больше работы выхода твердого тела.

По спектру электронов можно определить энергии связи электронов и их уровни энергии в исследуемом веществе.  Спектр фотоэлектронов исследуют при помощи электронных спектрометров высокого разрешения (достигнуто разрешение до десятых долей эВ в рентгеновской области и до сотых долей эВ в ультрафиолетовой области).  Для молекул энергии связи электронов во внутренних оболочках образующих их атомов зависят от типа химической связи (химические сдвиги), поэтому фотоэлектронная спектроскопия успешно применяется в аналитической химии для определения состава вещества и в физической химии для исследования химической связи.
В химии метод фотоэлектронной спектроскопии известен под названием ЭСХА — электронная спектроскопия для химического анализа (ESCA — electronic spectroscopy for chemical analysis).